# طابخة بن إلياس
طابخة بن إلياس واسمه عمرو، وهو جد عربي، وجد جامع لقبائل بني تميم وضبة ومزينة والرباب والغوث بن مر ،وصوفة بن مرر كانت لهم إجازة الحجيج قبل انتقالها لتميم وتعد كلها في تميم إلا مزينه ومن اخوة عمرو بن إلياس ، عامر وهو مدركة، وعمير وهو قمعة

## نسبه
- هو : طابخة واسمه عمرو بن إلياس بن مضر بن نزار بن معد بن عدنان[2]
- أمه : خندف واسمها ليلى بنت حلوان بن عمران بن الحاف بن قضاعة.

## قبائل طابخة
- بنو تميم وهي من جماجم العرب الكبرى[3]، وتتفرع إلى عمرو وسعد وحنظلة
- ضبة دخلت حلف مع قبائل تميم[4]
- الرباب دخلت حلف مع قبائل تميم
- مزينة دخلت حلف مع قبائل حرب[5]